# فوستينا كوالسكا
فوستينا كوالسكا (بالبولندية: Faustyna Kowalska)‏ هي راهبة بولندية، ولدت في 25 أغسطس 1905 في Głogowiec, Łęczyca County ‏ في بولندا، وتوفيت في 5 أكتوبر 1938 في كراكوف في بولندا.

## وصلات خارجية
- الموقع الرسمي
- فوستينا كوالسكا على موقع IMDb (الإنجليزية)